# Scopula perstrigulata
Scopula perstrigulata là một loài bướm đêm trong họ Geometridae.